# Robert Lindsay (hockey sur glace)
Pour les articles homonymes, voir Robert Lindsay et Lindsay.
Temple de la renommée : 1966
Robert Blake Theodore Lindsay, dit Ted Lindsay, est un joueur professionnel canadien de hockey sur glace d'Amérique du Nord, né le 29 juillet 1925 à Renfrew dans la province de l'Ontario au Canada et mort le 4 mars 2019 à Oakland Township (en) dans l'État américain du Michigan. Il est un des dix membres du Temple de la renommée du hockey à avoir été intronisé avant les trois ans de délai habituels.
Il est un des membres initiateurs de l'Association des joueurs de la Ligue nationale de hockey (également désignée par le sigle NHLPA). Depuis 2010, le meilleur joueur de la Ligue nationale de hockey se voit remettre le trophée Ted-Lindsay, nouveau nom du trophée Lester-B.-Pearson.

## Biographie
Bert Lindsay, le père de Ted, était un constructeur de patinoires et un gardien de but dans des ligues mineures. Il encourage très tôt son fils à jouer au hockey. Celui-ci joue en ligue amateur (avec les Lakers de Kirkland Lake) avant de rejoindre les St. Michael's Majors de Toronto membre de l'Association de hockey de l'Ontario – aujourd'hui Ligue de hockey de l'Ontario – en 1943-44. Cette même année, il joue lors de la Coupe Memorial avec les Generals d'Oshawa (victoire des Generals). En effet, à l'époque, les équipes se hissant en finale de la Coupe Memorial avaient le droit de prendre des joueurs d'autres équipes en renfort dans leur effectif. L'entraîneur des Generals choisit alors Lindsay et Gus Mortson.
Lindsay est remarqué par l'entraîneur des Red Wings de Détroit de la Ligue nationale de hockey qui l'invite au camp d'entraînement avant le début de la 1944-1945. Il fait alors ses débuts dans la LNH à l'âge de 19 ans avec un contrat de deux saisons.
Il joue deux saisons avec les Red Wings puis il est mis sur la même ligne que le centre vétéran Sid Abel et qu'une recrue de la LNH, un certain Gordie Howe. La ligne prend alors le nom de « Production line » (la ligne de production). À la fin de la saison, Ted Lindsay fait partie des 10 meilleurs pointeurs de l'année. La saison suivante, la Production line brigue les trois premières places de ce classement avec Lindsay en fer de lance. Il gagne alors le trophée Art-Ross et son équipe remporte la Coupe Stanley.
Malgré sa petite taille, il reçoit le surnom de Terrible Ted (Ted le terrible) pour son engagement et sa volonté de ne jamais laisser la rondelle filer. Sur les cinq saisons qui vont suivre, les Red Wings vont gagner trois nouvelles Coupes Stanley (en 1952, 1954 et 1955). En mars 1957, il est à l'honneur sur la Sports Illustrated avec Howe.

### L'union des joueurs
La même année, il se crée des tensions entre les joueurs et les propriétaires des franchises. En compagnie de Doug Harvey, défenseur des Canadiens de Montréal, il constitue la première Association des joueurs de la LNH avec comme requêtes principales un salaire minimal et des droits pour la retraite. En effet, alors que les propriétaires s'enrichissaient avec les patinoires à guichet fermé, les joueurs étaient payés une misère et nombres d'entre eux étaient obligés de prendre un boulot supplémentaire afin de joindre les deux bouts.

### Le transfert aux Black Hawks

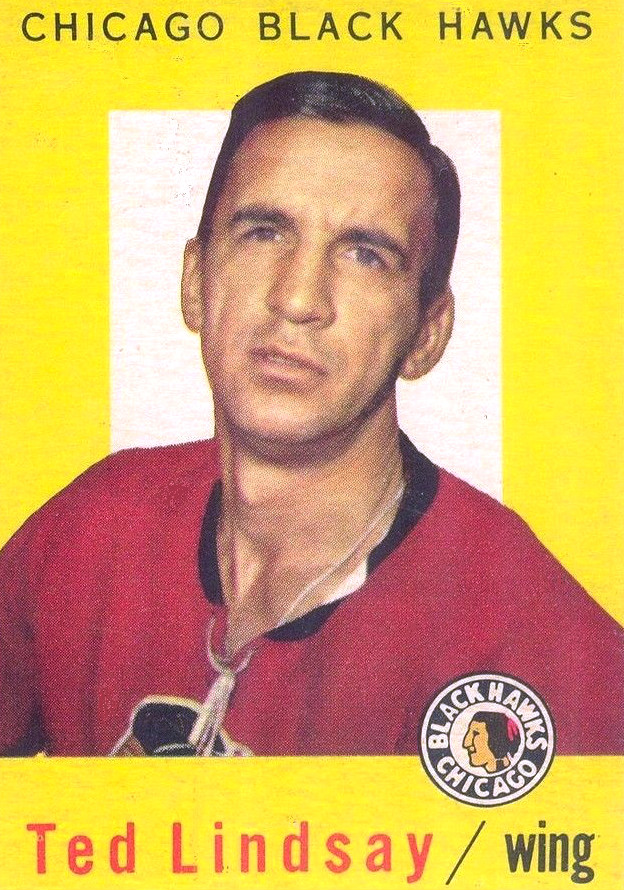
Ted Lindsay en 1959.

En réponse, les propriétaires des franchises frappèrent un grand coup, envoyant la majorité des joueurs contestataires en ligues mineures tandis que Ted Lindsay, vedette de l'époque, fut vendu aux Black Hawks de Chicago qui étaient alors l'équipe perpétuellement dernière du classement. Il joue les trois saisons suivantes avec Chicago, les aidant à faire des meilleures saisons. Il se retire du jeu en 1960.
En 1964, Abel, son ancien coéquipier et ami, est l'entraîneur et le directeur général des Red Wings. Il fait revenir Lindsay dans l'équipe pour une dernière saison. Détroit remporte alors le premier trophée Prince de Galles depuis son départ sept ans plus tôt.

### Sa retraite et son legs

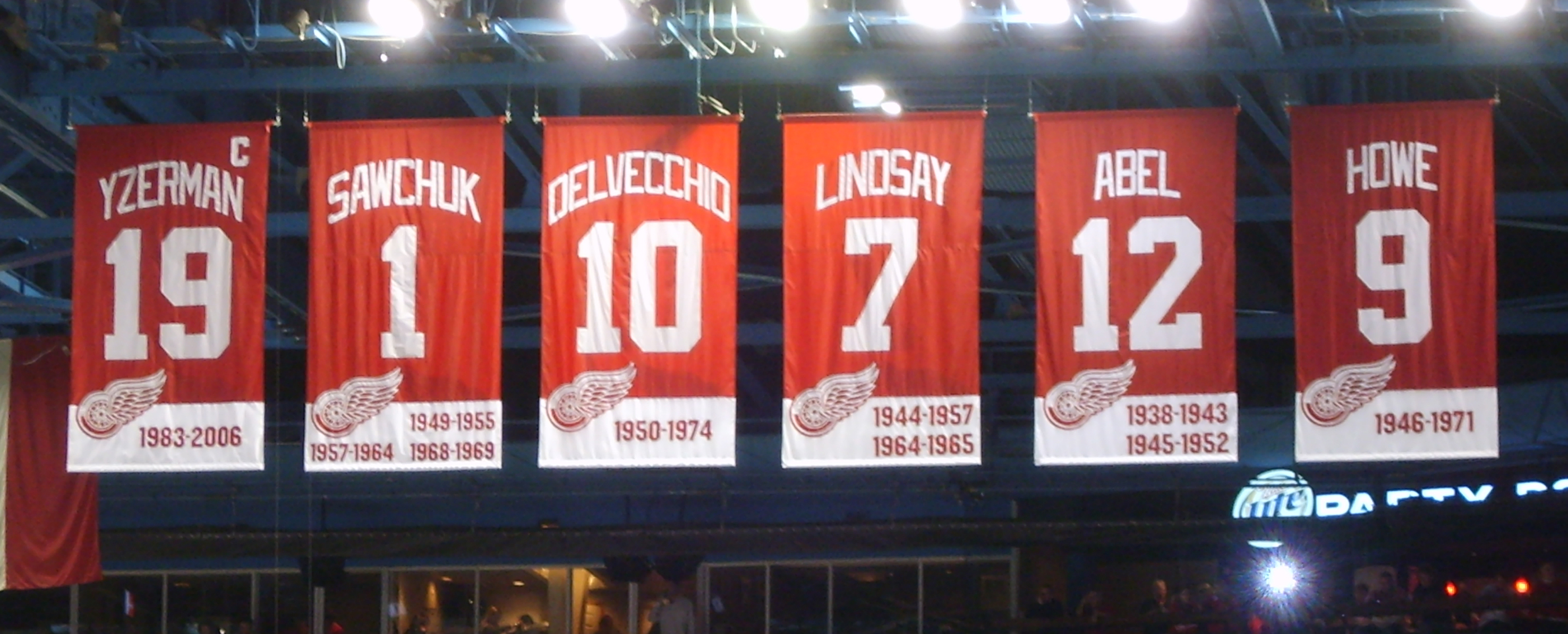
Le maillot n° 7 retiré de Ted Lindsay.

En 1965, les Red Wings n'ont plus assez de place dans leur effectif et sont obligés de laisser Ted Lindsay libre. Il préfère prendre sa retraite. En 1 068 matchs, Ted Lindsay a inscrit 379 buts et 472 aides. En 1966, il est admis au Temple de la renommée du hockey et 35 ans plus tard, les Red Wings retirent son maillot (n°7).
En 1977, il est nommé directeur général des Red Wings qui ont du mal à aligner les résultats. Il parvient à redresser la barre et les Red Wings se qualifient pour les séries éliminatoires. Trois ans plus tard, il est l'entraîneur des Red Wings pendant une saison.
En 1998, The Hockey News le place 21e sur la liste des 100 meilleurs joueurs de hockey de tous les temps.
Ted Lindsay est mort dans la matinée du 4 mars 2019 dans une maison de soins palliatifs à Oakland Township dans l'État américain du Michigan,,.

### Trophées et honneurs personnels
- Coupe Memorial
  - 1943-1944
- Équipe d'étoiles de la ligue
  - Première équipe : 8 sélections (1948, 1950, 1951, 1952, 1953, 1954, 1956 et 1957).
  - Seconde équipe : 1949
- Coupe Stanley
  - 1950, 1952, 1954 et 1955
- Trophée Art-Ross
  - 1950
- Nommé parmi les 100 plus grands joueurs de la LNH à l'occasion du centenaire de la ligue en 2017 [7].

## Statistiques
| Saison     | Équipe                 | Ligue      |       | Saison régulière | Saison régulière | Saison régulière | Saison régulière | Saison régulière |    | Séries éliminatoires | Séries éliminatoires | Séries éliminatoires | Séries éliminatoires | Séries éliminatoires |
| Saison     | Équipe                 | Ligue      | PJ    | B                | A                | Pts              | Pun              | PJ               | B  | A                    | Pts                  | Pun                  |                      |                      |
| 1943-1944  | St. Michael's Majors   | AHO-Jr.    | 22    | 22               | 7                | 29               | 24               | 12               | 13 | 6                    | 19                   | 16                   |                      |                      |
| 1943-1944  | Generals d'Oshawa      | AHO-Jr.    |       |                  |                  |                  |                  | 7                | 7  | 2                    | 9                    | 6                    |                      |                      |
| 1944-1945  | Red Wings de Détroit   | LNH        | 45    | 17               | 6                | 23               | 43               | 14               | 2  | 0                    | 2                    | 6                    |                      |                      |
| 1945-1946  | Red Wings de Détroit   | LNH        | 47    | 7                | 10               | 17               | 14               | 5                | 0  | 1                    | 1                    | 0                    |                      |                      |
| 1946-1947  | Red Wings de Détroit   | LNH        | 59    | 27               | 15               | 42               | 57               | 5                | 2  | 2                    | 4                    | 10                   |                      |                      |
| 1947-1948  | Red Wings de Détroit   | LNH        | 60    | 33               | 19               | 52               | 95               | 10               | 3  | 1                    | 4                    | 6                    |                      |                      |
| 1948-1949  | Red Wings de Détroit   | LNH        | 50    | 26               | 28               | 54               | 97               | 11               | 2  | 6                    | 8                    | 31                   |                      |                      |
| 1949-1950  | Red Wings de Détroit   | LNH        | 69    | 23               | 55               | 78               | 141              | 13               | 4  | 4                    | 8                    | 16                   |                      |                      |
| 1950-1951  | Red Wings de Détroit   | LNH        | 67    | 24               | 35               | 59               | 110              | 6                | 0  | 1                    | 1                    | 8                    |                      |                      |
| 1951-1952  | Red Wings de Détroit   | LNH        | 70    | 30               | 39               | 69               | 123              | 8                | 5  | 2                    | 7                    | 8                    |                      |                      |
| 1952-1953  | Red Wings de Détroit   | LNH        | 70    | 32               | 39               | 71               | 111              | 6                | 4  | 4                    | 8                    | 6                    |                      |                      |
| 1953-1954  | Red Wings de Détroit   | LNH        | 70    | 26               | 36               | 62               | 110              | 12               | 4  | 4                    | 8                    | 14                   |                      |                      |
| 1954-1955  | Red Wings de Détroit   | LNH        | 49    | 19               | 19               | 38               | 85               | 11               | 7  | 12                   | 19                   | 12                   |                      |                      |
| 1955-1956  | Red Wings de Détroit   | LNH        | 67    | 27               | 23               | 50               | 161              | 10               | 6  | 3                    | 9                    | 22                   |                      |                      |
| 1956-1957  | Red Wings de Détroit   | LNH        | 70    | 30               | 55               | 85               | 103              | 5                | 2  | 4                    | 6                    | 8                    |                      |                      |
| 1957-1958  | Black Hawks de Chicago | LNH        | 68    | 15               | 24               | 39               | 110              |                  |    |                      |                      |                      |                      |                      |
| 1958-1959  | Black Hawks de Chicago | LNH        | 70    | 22               | 36               | 58               | 184              | 6                | 2  | 4                    | 6                    | 13                   |                      |                      |
| 1959-1960  | Black Hawks de Chicago | LNH        | 68    | 7                | 19               | 26               | 91               | 4                | 1  | 1                    | 2                    | 0                    |                      |                      |
| 1964-1965  | Red Wings de Détroit   | LNH        | 69    | 14               | 14               | 28               | 173              | 7                | 3  | 0                    | 3                    | 34                   |                      |                      |
| Totaux LNH | Totaux LNH             | Totaux LNH | 1 068 | 379              | 472              | 851              | 1 808            | 133              | 47 | 49                   | 96                   | 194                  |                      |                      |